# Mira (1971)
Mira é um filme de drama holandês de 1971 dirigido e escrito por Fons Rademakers, Hugo Claus, Magda Reypens e Stijn Streuvels.
Foi inscrita no Festival de Cinema de Cannes de 1971.
Foi selecionado como representante da Holanda à edição do Oscar 1972, organizada pela Academia de Artes e Ciências Cinematográficas.

## Elenco
- Willeke van Ammelrooy - Mira
- Jan Decleir - Lander
- Carlos van Lanckere - deken Broeke
- Luc Ponette - Maurice Rondeau
- Roger Bolders - Sieper
- Mart Gevers - Manse
- Freek de Jonge - Treute
- Charles Janssens - Snoek
- Josephine van Gasteren - Moeder van Maurice
- Fons Rademakers - Notaris
- Romain DeConinck - Landmeter
- Ann Petersen - Hospita
- Ward de Ravet - Rijkswachter
- Jo Gevers
- Bert André